# São João Batista de Vila Chã
Nota linguística: Com a entrada em vigor do Novo Acordo Ortográfico este topónimo passou a ser grafado São João Batista de Vila Chã.
São João Batista de Vila Chã (oficialmente, Vila Chã (São João Batista)) foi uma freguesia portuguesa do Município de Ponte da Barca, com 10,11 km² de área e 484 habitantes (2011). Densidade: 47,9 hab/km².

## População
| População da freguesia de Vila Chã (São João Baptista) | População da freguesia de Vila Chã (São João Baptista) | População da freguesia de Vila Chã (São João Baptista) | População da freguesia de Vila Chã (São João Baptista) | População da freguesia de Vila Chã (São João Baptista) | População da freguesia de Vila Chã (São João Baptista) | População da freguesia de Vila Chã (São João Baptista) | População da freguesia de Vila Chã (São João Baptista) | População da freguesia de Vila Chã (São João Baptista) | População da freguesia de Vila Chã (São João Baptista) | População da freguesia de Vila Chã (São João Baptista) | População da freguesia de Vila Chã (São João Baptista) | População da freguesia de Vila Chã (São João Baptista) | População da freguesia de Vila Chã (São João Baptista) | População da freguesia de Vila Chã (São João Baptista) |
| ------------------------------------------------------ | ------------------------------------------------------ | ------------------------------------------------------ | ------------------------------------------------------ | ------------------------------------------------------ | ------------------------------------------------------ | ------------------------------------------------------ | ------------------------------------------------------ | ------------------------------------------------------ | ------------------------------------------------------ | ------------------------------------------------------ | ------------------------------------------------------ | ------------------------------------------------------ | ------------------------------------------------------ | ------------------------------------------------------ |
| 1864                                                   | 1878                                                   | 1890                                                   | 1900                                                   | 1911                                                   | 1920                                                   | 1930                                                   | 1940                                                   | 1950                                                   | 1960                                                   | 1970                                                   | 1981                                                   | 1991                                                   | 2001                                                   | 2011                                                   |
| 628                                                    | 671                                                    | 642                                                    | 667                                                    | 651                                                    | 675                                                    | 604                                                    | 700                                                    | 813                                                    | 798                                                    | 698                                                    | 725                                                    | 688                                                    | 601                                                    | 484                                                    |

| Distribuição da População por Grupos Etários | Distribuição da População por Grupos Etários | Distribuição da População por Grupos Etários | Distribuição da População por Grupos Etários | Distribuição da População por Grupos Etários | Distribuição da População por Grupos Etários | Distribuição da População por Grupos Etários | Distribuição da População por Grupos Etários | Distribuição da População por Grupos Etários | Distribuição da População por Grupos Etários |
| -------------------------------------------- | -------------------------------------------- | -------------------------------------------- | -------------------------------------------- | -------------------------------------------- | -------------------------------------------- | -------------------------------------------- | -------------------------------------------- | -------------------------------------------- | -------------------------------------------- |
| Ano                                          | 0-14 Anos                                    | 15-24 Anos                                   | 25-64 Anos                                   | > 65 Anos                                    |                                              | 0-14 Anos                                    | 15-24 Anos                                   | 25-64 Anos                                   | > 65 Anos                                    |
| 2001                                         | 101                                          | 73                                           | 294                                          | 133                                          |                                              | 16,8%                                        | 12,1%                                        | 48,9%                                        | 22,1%                                        |
| 2011                                         | 48                                           | 40                                           | 235                                          | 161                                          |                                              | 9,9%                                         | 8,3%                                         | 48,6%                                        | 33,3%                                        |

## Localização
O território desta antiga freguesia está situado na margem esquerda do rio Lima, a 10 km da sede do concelho, abrangendo uma área de 1011 hectares.

## História
Foi uma das freguesias iniciais da terra medieval da Nóbrega, tendo vindo a beneficiar do foral manuelino a esta outorgado em Outubro de 1513. Anexou a antiga freguesia de Santa Marinha da Nóbrega, hoje lugar do Barral.
A freguesia de São João Batista seria extinta (agregada) pela reorganização administrativa de 2012/2013, sendo o seu território integrado na União das Freguesias de Vila Chã (São João Batista e Santiago).

## Santuário de Nossa Senhora da Paz
O Santuário de Nossa Senhora da Paz está localizado no lugar do Barral. Aí, a 10 e 11 de Maio de 1917, apareceu Nossa Senhora a um pastorinho, e transmitiu-lhe uma mensagem semelhante à que seria dada dois dias depois na Cova da Iria. O Santuário consiste numa humilde capela e uma cripta subterrânea (toda forrada a cristal de quartzo, sendo o altar também de um único e gigantesco cristal em bruto). É composto também por uma Igreja dedicada ao Imaculado Coração de Maria e um Museu com a maior coleção de cristais de quartzo do país. Neste espaço de Culto e Peregrinações existem ainda cinco monumentos: um Monumento ao Sagrado Coração de Jesus, o Monumento da  Pomba da Paz, um terceiro monumento, do Anjo Padroeiro de Portugal, erguendo o Graal, com o Escudo Nacional e uma espada aos pés e ainda, um quarto monumento, alusivo ao Imaculado Coração de Maria e um outro, uma gravura, inaugurada em 2017 por ocasião do Centenário das Aparições de Nossa Senhora da Paz, e a qual retrata essa mesma Aparição.

## Canastros do Barral
É conhecida pelos Canastros (espigueiros) do Barral, únicos no país, feitos de base de carvalho ou castanho e suporte das espigas em vergas de salgueiro e telhado de colmo ou palha de centeio.

## Patrimônio
- Santuário de Nossa Senhora da Paz
- Igreja de São João Batista de Vila Chã
- Capela da Senhora do Amparo (lugar do Barral)
- Capela de Santa Marinha, (lugar do Barral)
- Capela de São Sebastião (lugar do Barral)
- Capela de São Pedro (lugar de Paradela)
- Capela da Senhora do Pilar (lugar de Seixas)
- Capela de Santa Luzia (lugar de Portuzelo)